# Jednostka regionalna Ftiotyda
Jednostka regionalna Ftiotyda (nwgr.: Περιφερειακή ενότητα Φθιώτιδας) – jednostka administracyjna Grecji w regionie Grecja Środkowa. Powołana do życia 1 stycznia 2011, zamieszkana przez 137 tys. mieszkańców (2021).
W skład jednostki wchodzą gminy:
1. Lamia,
2. Amfiklia-Elatia,
3. Domokos,
4. Lokri,
5. Makrakomi,
6. Molos-Ajos Konstandinos,
7. Stilida.